# Sonam Kapoor
Sonam Kapoor Ahuja (Mumbai, 9 de junho de 1985) é uma atriz e filantropa indiana. Ela recebeu dois prêmios nacionais na Índia, o National Film Awards e o Filmfare Awards, e, entre 2012 e 2016, figurou na lista de Celebrity 100 da revista Forbes India por seu faturamento e popularidade. 
Filha do ator Anil Kapoor, Kapoor começou sua carreira em 2005 como diretora assistente em Black, o drama amplamente aclamado do diretor Sanjay Leela Bhansali. Posteriormente, estreou como atriz no drama romântico de Bhansali, Saawariya, um fracasso de bilheteria, tendo seus primeiros sucessos comercias com a comédia romântica I Hate Luv Storys (2010) e a comédia dramática Aisha (2010). No entanto, prosseguiu em uma série de fracassos comercias e papéis repetitivos, o que lhe rendeu críticas negativas. O sucesso de bilheteria Raanjhanaa foi um divisor de águas na carreira de Kapoor, rendendo elogios e indicações de melhor atriz em diversas cerimônias de premiação. Kapoor teve seus maiores sucessos comerciais com papéis coadjuvantes nos filmes biográficos Bhaag Milkha Bhaag (2013) e Sanju (2018) e um papel principal no romance Prem Ratan Dhan Payo (2015); os dois últimos figuram entre os filmes mais bem-sucedidos de Bollywood. Sua interpretação altamente elogiada como Neerja Bhanot no suspense biográfico Neerja (2016) resultou em um prêmio de menção especial no National Film Award e um prêmio de melhor atriz no Filmfare Critics Award, e logo após, ela teve um papel principal no filme de amizade feminina Veere Di Wedding (2018), ambos os quais estão entre os filmes em hindi mais bem-sucedidos de todos os tempos com mulheres no papel principal.
Kapoor apoia a conscientização pelo câncer de mama e direitos LGBT. Conhecida na mídia por sua personalidade franca, ela é frequentemente reconhecida como uma das celebridades mais estilosas da Índia. Ela é casada com o empresário Anand Ahuja.

## Vida e carreira

### Primeiros anos (1985–2006)

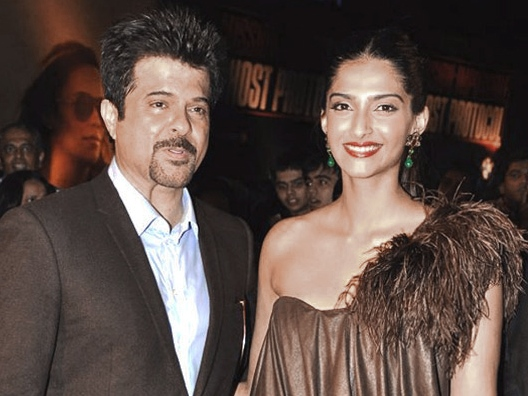
Kapoor, com seu pai, Anil, em 2011, em Mumbai

Kapoor nasceu em Chembur, subúrbio de Mumbai, em 9 de junho de 1985. Seu pai é o ator e produtor Anil Kapoor, filho do falecido cineasta Surinder Kapoor e fundador da Anil Kapoor Films Company. Sua mãe, Sunita, é ex-modelo e designer. Kapoor tem dois irmãos mais novos: a produtora de cinema Rhea e o irmão Harshvardhan. Ela é sobrinha do produtor Boney Kapoor e ator Sanjay Kapoor, além da atriz Sridevi e produtora Mona Shourie, esposas de Boney. Os primos paternos de Kapoor são os atores Arjun Kapoor, Janhvi Kapoor e Mohit Marwah, e seu primo em segundo grau por parte de mãe é o ator Ranveer Singh.
A família se mudou para o subúrbio de Juhu quando Kapoor tinha um mês de idade. Ela frequentou a escola Arya Vidya Mandir em Juhu, onde confessa ter sido uma criança "travessa e despreocupada" que importunava os meninos. Ela se destacava em esportes como rúgbi e basquete, e teve aulas de Kathak, música clássica e dança latina. Kapoor, que pratica o hinduísmo, afirma ser "bem religiosa" e que essa é uma forma de "lembrar a mim mesma de que tenho que ser grata por tanta coisa".
O primeiro emprego de Kapoor foi como garçonete aos quinze anos, por apenas uma semana. Quando adolescente, ela sofreu por seu peso. "Eu tinha todos os problemas com o corpo que poderia ter. Eu não era saudável, tinha pele ruim, e pelos crescendo no rosto!" Kapoor foi diagnosticada com resistência a insulina e ovário policístico, e desde então começou uma iniciativa para aumentar a conscientização da diabetes. Kapoor frequentou o United World College of South East Asia, em Singapura, como educação pré-universitária, onde estudou teatro e artes. Posteriormente, fez cursos em economia e ciência política pelo programa de correspondência da University of Mumbai, após começar a estudar os mesmos assuntos na University of East London mas logo retornar a Mumbai. A atriz Rani Mukerji, amiga da família, fez uma visita de férias a Singapura enquanto trabalhava no filme Black (2005). Kapoor, que originalmente queria ser diretora e roteirista, expressou o desejo de trabalhar nos bastidores do filme. Por recomendação de seu pai ao diretor Sanjay Leela Bhansali, ela foi escalada como assistente de direção.

### Estreia e carreira irregular (2007–12)
Durante a produção de Black, Kapoor desenvolveu interesse em atuar quando Bhansali declarou que queria escalá-la como a atriz principal de seu próximo filme, Saawariya, aconselhando-a a perder peso. Kapoor estudou atuação com Roshan Taneja, Jayati Bhatia e Feroz Abbas Khan, e cita as atrizes Waheeda Rehman e Nutan como influências, admirando seus "filmes pioneiros (...) [e] habilidade de fazer muitas coisas diferentes".

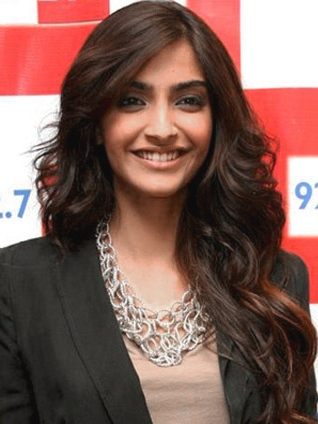
Kapoor no lançamento de I Hate Luv Storys em 2010

Lançado em 2007, Saawariya estrelou Kapoor como uma mulher muçulmana aguardando o retorno de seu amante, ao lado de Mukerji, Ranbir Kapoor e Salman Khan. Foi o primeiro longa-metragem indiano produzido por um estúdio de Hollywood, Sony Pictures Entertainment. Saawariya acabou sendo um grande fracasso comercial e de crítica. Em resenha para a BBC, Jaspreet Pandohar chamou o filme de um "erro em escala massiva". Raja Sen, de Rediff.com, descreveu a risada de Kapoor como "quase tão contagiante quanto a do pai", mas desejou que lhe tivessem "permitido sorrir suavemente, em vez de ter jogada sobre ela uma risada plástica e claramente exagerada". O filme rendeu a Kapoor uma indicação ao Filmfare Award por melhor atriz estreante e o prêmio Stardust Award de Atriz Superstar do Amanhã.
Em 2009, Kapoor interpretou uma aspirante a cantora ao lado de Waheeda Rehman e Abhishek Bachchan no drama social Delhi-6, de Rakeysh Omprakash Mehra. O filme recebeu críticas mistas e foi um fracasso de bilheteria. Rajeev Masand, da CNN-IBN, se referiu a Kapoor como uma "revelação", escrevendo que ela era "fogos de artifício, instintiva e desinibida no que não é nem um papel feminino convencional". Sonia Chopra da Sify descreveu Kapoor como uma "artista confiante e natural", e achou seu personagem agradável, apesar da "típica receita de garota de Delhi".
O primeiro lançamento de Kapoor em 2010 foi a comédia romântica I Hate Luv Storys, de Punit Malhotra, ao lado de Imran Khan. Ela interpretou uma mulher casada que desenvolve uma atração unilateral por seu colega de trabalho avesso a compromisso. Sobre o trabalho de Kapoor, Khan disse, "Nós gravávamos uma cena de vários ângulos - você fazia a mesma cena, mesmas falas, por três ou quatro horas - e ali estava essa pessoa que trazia consistência ao seu trabalho, desde o jeito que ela fala até o sotaque". Enquanto Shubhra Gupta do The Indian Express chamou a performance de Kapoor de "rígida e ensaiada", Johnson Thomas do Daily News and Analysis a achou "agradável e convincente". I Hate Luv Storys foi o primeiro sucesso comercial de Kapoor, faturando ₹725,2 milhões (10 milhões de dólares) no mundo todo.
Em seguida, Kapoor interpretou o papel que dá nome ao filme Aisha, uma comédia romântica-dramática baseada no livro Emma de Jane Austen, produzido por sua irmã Rhea. Ela descreveu sua personagem como "inquieta e intrometida, com uma paixão por brincar de Cupido". Um crítico do Indo-Asian News Service afirmou que Kapoor se destacava do elenco com sua performance, fazendo o "melhor de uma oportunidade bastante rara para uma mulher indiana no papel principal, de ser parte de um filme de Bollywood que valoriza normas vitorianas e afetações elitistas de Delhi, com naturalidade".
Em 2011, Kapoor estrelou em Thank You, uma comédia sobre três mulheres que ensinam uma lição a seus maridos adúlteros. O filme, assim como a performance de Kapoor, receberam críticas negativas; Nikhat Kazmi do The Times of India a chamou de "terrivelmente fora de sincronia". Logo após, ela interpretou o interesse romântico de Shahid Kapoor no drama romântico de Pankaj Kapur, Mausam, que também foi mal recebido. Apesar de haver dúvidas sobre sua habilidade como atriz, Saibal Chatterjee da NDTV achou que Kapoor transmitiu "a vulnerabilidade visceral de uma menina sempre sob pressão, passando a mistura perfeita de fragilidade feminina e iniciativa". No ano seguinte, Kapoor interpretou uma hacker de computadores ao lado de Abhishek Bachchan, Neil Nitin Mukesh e Bipasha Basu no filme de ação de Abbas-Mustan, Players, uma remontagem de The Italian Job, de 2003. Seu papel tinha sido originalmente escrito para Katrina Kaif, que não estava disponível. Apesar de altas expectativas dos jornalistas, o filme fracassou comercialmente, e Sukanya Verma do Rediff.com afirmou pejorativamente que Kapoor "diverte com sua tentativa infantil de se passar por uma grande hacker". A série de filmes mal recebidos de Kapoor começou a prejudicar sua carreira.

### Raanjhanaa e além(2013–atualmente)
Seu papel no drama Raanjhanaa (2013), dirigido por Anand L. Rai, foi um divisor de águas na carreria de Sonam Kapoor, tendo sua performance aclamada pela crítica. “Seu melhor trabalho de sua carreira”, elogiou Geety Sahgal, do The Indian Express. Kapoor interpretou Zoya Haider, uma jovem estudande muçulmada de Varanasi, que entra para a política após a morte de seu amado, da religião Sikh. Como laboratório para o papel, Kapoor conversou com estudantes, participou de workshops e interagiu com grupos de teatro vinculados à Jawaharlal Nehru University. Ela também estudou o trabalho da atriz e política Jaya Bachchan, em Guddi (1971), que ela disse ter sido “perfeito” para o criação de seu personagem. Sobre sua preparação e atuação no filme, Kapoor diz: “eu sempre tentei fazer filmes diferentes e eu tento ser diferente em cada papel. Eu gosto de fazer coisas diferentes para me desafiar de todas as formas e não gosto de me repetir”. Raanjhanaa recebeu críticas divididas, mas a performance de Kapoor foi muito elogiada. Rajeev Masand escreveu que ela “traz um de seus melhores papeis, oscilando entre inocência, manipulação e cinismo, sem perder a vulnerabilidade inerente ao papel de Zoya”. Com receita mundial de US$15.000.000, Raanjhanaa foi um sucesso de bilheteria, e Kapoor recebeu sua primeira indicação ao prêmio de melhor atriz do Filmfare Awards.

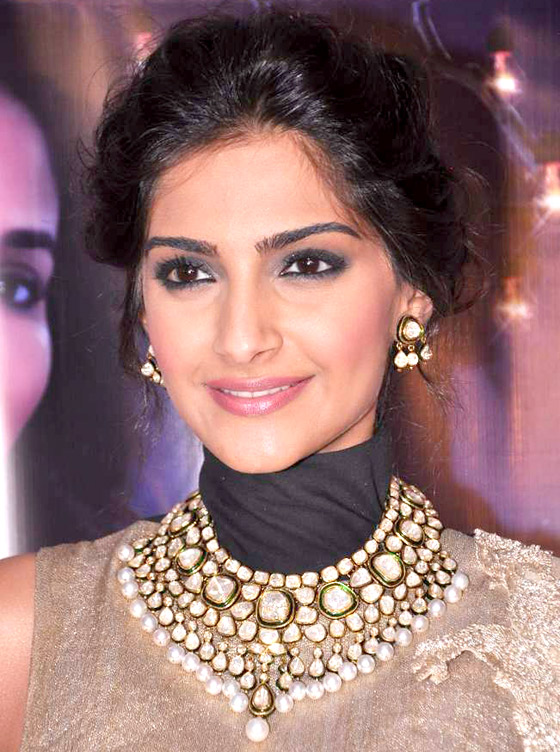
Kapoor na pré-estreia de Raanjhanaa em Jhalak Dikhhla Jaa em 2013

Seguinte ao sucesso de Raanjhanaa veio uma participação no sucesso de bilheteria e de crítica Bhaag Milkha Bhaag (2013), um filme biográfico da atleta Milkha Singh. Curiosamente, tanto Raanjhanaa quanto Bhaag Milkha Bhaag receberam indicações ao prêmio de melhor filme do Filmfare Awards, e o último foi o vencedor.
Em 2014, Kapoor interpretou a banqueira Mayera na comédia dramática Bewakoofivaan, de Yash Raj Films, e estrelou, ainda no mesmo ano, a comédia romântica Khoobsurat, uma adaptação do filme homônimo de 1980. Apesar da indicação ao Filmfare Awards por seu trabalho em Khoobsurat, seu desempenho recebeu críticas divididas. No mesmo ano, ela conheceu o modelo e empreendedor Sahir Berry, e os dois começaram a namorar, tendo terminado alguns meses depois.
Em 2015, Kapoor interpretou uma noiva em fuga no filme Dolly Ki Doli, uma comédia co-protagonizada por Pulkit Samrat, Rajkummar Rao e Varun Sharma. Udita Jhunjhunwala, de Mint, sobre sua atuação: “limitada ao dar vida a um personagem de muito potencial, se fosse interpretada por outra atriz”. Shubhra Gupta escreveu: “Kapoor aparece em quase todas as cenas, e deveria ter aparecido em todas. Mas o tratamento de seu personagem apenas evidencia seu talento limitado”. Apesar das críticas negativas, ela foi indicada novamente ao prêmio de melhor atriz no Filmfare Awards.
Durante as gravações de Prem Ratan Dhan Payo, de Sooraj R. Barjatya em fevereiro de 2015, Kapoor foi diagnosticada com gripe H1N1, da qual se recuperou em um mês. No longa, Kapoor interpreta Rajkumari Maithili Devi, uma princesa em busca do amor. O filme foi um dos maiores sucessos de bilheteria de Bollywood de todos os tempos. Ela foi elogiada por Rachit Gupta por interpretar com credibilidade um membro da realeza e, para Komal Nahta, o papel foi um marco em sua carreira. Mesmo com críticas positivas ao seu trabalho, venceu o prêmio de pior atriz do Golden Kela Awards. 
 Kapoor também participou do videoclipe da canção “Hymm for the Weekend”, de Coldplay em colaboração com Beyoncé. Em 2016, Kapoor estrelou o suspense biográfico Neerja, de Ram Madhvani. Ela foi escalada para dar vida ao personagem título, a comissária de bordo Neerja Bhanot, que morreu enquanto servia os passageiros do voo 73 da Pan Am, em 1986. Kapoor disse que se sentiu “mais responsável em relação a este filme por se tratar de um personagem verídico”. Ela se encontrou com a família de Bhanot, como forma de laboratório para o papel. O filme foi elogiado pela crítica e muitos críticos de cinema consideram este o melhor papel de sua carreira. Raja Sem disse que sua interpretação foi um divisor de águas para Kapoor e, para o Hindustan Times, “ela carrega o filme nas costas. Kapoor transmite, concomitantemente, seriedade, medo, benevolência e ousadia”.
Com lucros de US$22.000.000, Neerja é um dos filmes de maior receita com uma protagonista do sexo feminino.
Em junho de 2016, Kapoor foi anunciada como uma das protagonistas no filme de Rhea Kapoor, Veera Di Shaadi, uma comédia romântica sobre quatro amigas que embarcam numa viagem de Delhi rumo à Europa, coestrelada por Kareena Kapoor, Swara Bhaskar e Shikha Talsania.

## Na mídia

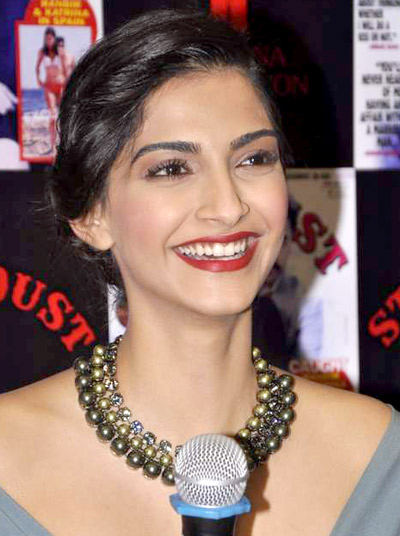
Kapoor num evento da revista Stardust in 2013

Nascida numa família de artistas, Kapoor apareceu na mídia desde muito pequena e hoje é uma das atrizes mais bem pagas de Bollywood. Após o sucesso de Raanjhanaa e Bhaag Milkha Bhaag, seu nome foi citado por Subhash K. Jha como uma das melhores atrizes da Índia. Em 2009, Kapoor foi uma das primeiras atrizes indianas a figurar na lista de novas estrelas do mundo do cinema, a The Hollywood Reporter’s “Next Generation: Asia Class”. Proeminente na mídia, Kapoor causou controvérsia ao tecer comentários sobre modernidades na indústria cinematográfica da Índia. Numa entrevista, em 2015, ela admitiu que suas ideias causam polêmica, mas disse que “eu acredito que vale a pena ser verdadeiro”.
Kapoor é uma personalidade popular na Índia, e conta com um grande número de seguidores no Facebook e no Twitter, desde 2009. Em 2015, o The Huffington Post elegeu Kapoor como uma dar 100 mulheres mais influentes do Twitter. Ela é vista como it girl pela mídia e eleita em 2012 e 2013 pelo Rediff.com como uma das mais bem vestidas atrizes de Bollywood. Apesar de ser elogiada por seu senso de estilo, Kapoor foi criticada algumas vezes por usar vestidos tradicionais da cultura indiana. Em 2010, ela foi eleita a sétima mulher mais desejada da Índia pelo jornal The Times of India, figurando na décima quarta, vigésima oitava e novamente décima quarta posições nos três anos seguintes, e eleita uma das dez mulheres asiáticas mais sensuais do mundo pela revista inglesa Eastern Eye. Em 2012 e 2013, ela ficou em 48º e 45º lugares, respectivamente, na lista anual de personalidades mais populares e bem pagas do ano da edição indiana da revista Forbes. Em 2014, apareceu em 31º lugar da mesma lista, com uma renda anual estimada em US$1.700.000 e, no ano seguinte, veio na 26ª posição.
Além de aparecer em campanhas publicitárias de marcas como Colgate, Electrolux, Lux, Mont Blanc, Oppo Mobile, Salvatore Ferragamo S.p.A. e Signature, Kapoor é o rosto da gigante de cosméticos L’Oréal na Índia. Segundo o site Rediff.com, em 2012, Sonam recebeu cerca de US$450.000 por cada contrato publicitário, sendo, assim, uma das celebridades mais bem pagas por campanhas comerciais.

## Filantropia

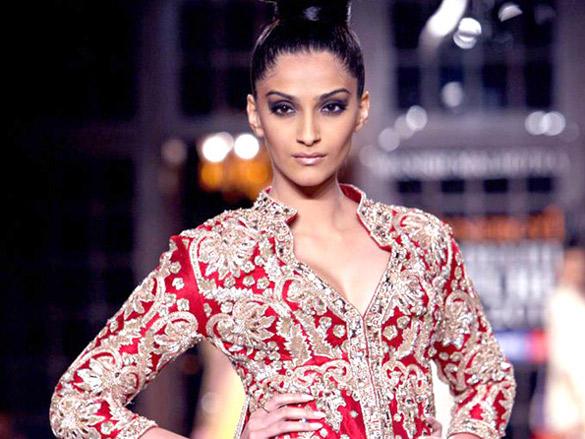
Kapoor desfilando na Delhi Couture Week em 2011

Kapoor apoia diversas organizações de caridade das mais diversas naturezas. Em 2009, ela participou do desfile beneficente do International Indian Film Academy Awards, que apoia viúvas e órfãos de colaboradores da indústria cinematográfica indiana. Ela chegou a enviar um manifesto escrito por ela ao secretário do estado de Maharashtra, R. R. Patil, em nome da organização PETA, que defende os direitos dos animais na indústria, protestando contra a não proibição do uso de cerol em pipas, que matam pássaros que se enrolam nas linhas de pipa. Kapoor é militante dos direitos LGBT na Índia, e disse em várias entrevistas que é totalmente a favor da causa. Como presentes por seu aniversário, em 2012, Kapoor pediu que seus fãs fizessem doações à Ogaan Cancer Foundation, e deu apoio à instituição que busca gerar conscientização do câncer de mama. Ela também é embaixadora da Elle Breast Cancer Campaign.
Kapoor leiloou algumas de suas roupas no bazar online da estilista Pernia Qureshi, em 2012. A renda foi revertida à Smile Foundation, uma ONG que cuida dos direitos das crianças. Em 2014, ela compareceu à exibição de arte beneficente organizada pela Rouble Nagi Art Foundation, e doou roupas e acessórios para serem leiloados online e angariar fundos para o combate aos maus tratos de animais. Em 2015,  Kapoor participou do desfile beneficente de Manish Malhotra, para a Mijwan Welfare Society, uma organização não governamental dedicada ao empoderamento feminino. No mesmo ano, ela apareceu no videoclipe da música Dheere Dheere, de Hrithik Roshan, e a renda foi revertida à causas de caridade.

## Filmografia
| Year | Title                  | Role                              | Notes                                            |
| ---- | ---------------------- | --------------------------------- | ------------------------------------------------ |
| 2005 | Black                  | —                                 | Assistant director                               |
| 2007 | Saawariya              | Sakina                            |                                                  |
| 2009 | Delhi-6                | Bittu Sharma                      |                                                  |
| 2010 | I Hate Luv Storys      | Simran Kaur                       |                                                  |
| 2010 | Aisha                  | Aisha Kapoor                      |                                                  |
| 2011 | Thank You              | Sanjana Malhotra                  |                                                  |
| 2011 | Mausam                 | Aayat Rasool                      |                                                  |
| 2012 | Players                | Naina Braganza                    |                                                  |
| 2013 | Bombay Talkies         | Herself                           | Special appearance in song "Apna Bombay Talkies" |
| 2013 | Raanjhanaa             | Zoya Haider                       |                                                  |
| 2013 | Bhaag Milkha Bhaag     | Biro                              |                                                  |
| 2014 | Bewakoofiyaan          | Mayera Sehgal                     |                                                  |
| 2014 | Khoobsurat             | Dr. Mrinalini "Milli" Chakravarty |                                                  |
| 2015 | Dolly Ki Doli          | Dolly                             |                                                  |
| 2015 | "Dheere Dheere"        | —                                 | Music video                                      |
| 2015 | Prem Ratan Dhan Payo   | Rajkumari Maithili Devi           |                                                  |
| 2016 | "Hymn for the Weekend" | —                                 | Music video                                      |
| 2016 | Neerja                 | Neerja Bhanot                     |                                                  |

## Prêmios e indicações
| Year | Film                 | Award                         | Category                                                | Result | Ref. |
| ---- | -------------------- | ----------------------------- | ------------------------------------------------------- | ------ | ---- |
| 2008 | Saawariya            | Filmfare Awards               | Best Female Debut                                       | [ 2 ]  |      |
| 2008 | Saawariya            | Screen Awards                 | Most Promising Newcomer                                 | [ 3 ]  |      |
| 2008 | Saawariya            | Zee Cine Awards               | Best Female Debut                                       | [ 4 ]  |      |
| 2008 | Saawariya            | Stardust Awards               | Superstar of Tomorrow – Female                          | [ 5 ]  |      |
| 2010 | Delhi-6              | Asian Film Awards             | Best Newcomer                                           | [ 6 ]  |      |
| 2010 | Delhi-6              | Screen Awards                 | Best Actress (Popular Choice)                           | [ 3 ]  |      |
| 2010 | Delhi-6              | Stardust Awards               | Superstar of Tomorrow – Female                          | [ 3 ]  |      |
| 2011 | I Hate Luv Storys    | Stardust Awards               | Best Actress in a Comedy or Romance                     | [ 3 ]  |      |
| 2012 | Thank You            | Stardust Awards               | Best Actress in a Comedy or Romance                     | [ 7 ]  |      |
| 2012 | Zee Cine Awards      | International Icon – Female   | [ 8 ]                                                   |        |      |
| 2014 | Raanjhanaa           | BIG Star Entertainment Awards | Most Entertaining Actor in a Social/Drama Film – Female | [ 9 ]  |      |
| 2014 | Raanjhanaa           | Screen Awards                 | Best Actress (Popular Choice)                           | [ 10 ] |      |
| 2014 | Raanjhanaa           | Filmfare Awards               | Best Actress                                            | [ 11 ] |      |
| 2014 | Raanjhanaa           | Zee Cine Awards               | Best Actress                                            | [ 12 ] |      |
| 2015 | Khoobsurat           | Stardust Awards               | Best Actress in a Comedy or Romance                     | [ 13 ] |      |
| 2015 | Khoobsurat           | BIG Star Entertainment Awards | Most Entertaining Actor in a Comedy Film – Female       | [ 14 ] |      |
| 2015 | Khoobsurat           | Screen Awards                 | Best Actress (Popular Choice)                           | [ 15 ] |      |
| 2015 | Khoobsurat           | Filmfare Awards               | Best Actress                                            | [ 16 ] |      |
| 2015 | Prem Ratan Dhan Payo | BIG Star Entertainment Awards | Most Entertaining Actor in a Drama Role – Female        | [ 17 ] |      |
| 2015 | Prem Ratan Dhan Payo | BIG Star Entertainment Awards | Most Entertaining Actor in a Romantic Role – Female     | [ 18 ] |      |
| 2015 | Prem Ratan Dhan Payo | Golden Kela Award             | Worst Actress                                           | [ 19 ] |      |
| 2016 | Dolly Ki Doli        | Filmfare Awards               | Best Actress                                            | [ 20 ] |      |
| 2016 | Dolly Ki Doli        | Screen Awards                 | Best Actress                                            | [ 21 ] |      |
| 2016 | Neerja               | I Am Woman Award              | Women Empowerment                                       | [ 22 ] |      |
| 2016 | Neerja               | HELLO! Hall of Fame Awards    | Critics Choice                                          | [ 23 ] |      |

### Outras nomeações
- 2011: NDTV Brand Ambassador of the Year[24]
- 2013: Hindustan Times' Style Icon (Reader's Choice)[25]
- 2013: Indian GQ Woman of the Year[26]
- 2013: Indian Vogue Beauty Award Beauty of the Year[27]